# Radagast
Radagast den Brune er en af de fem istari i J.R.R. Tolkiens romantrilogi Ringenes Herre. Radagast er ven af alle dyr, kender alt til planter i naturen og kan tale med fuglene. Han bor i Rhosgobel nær dunkelskovs vestlige grænse.
J. R. R. Tolkien menes at have brugt guden Radigast fra vendisk mytologi som inspiration og forlæg til Radagast den Brune.
Selvom han kun nævnes en enkelt gang i bogen om Hobbitten, fik Radagast en aktiv birolle i filmatiseringen, hvor han bliver spillet af Sylvester McCoy.